# Деян Савичевич
Деян Савичевич (на сръбски: Дејан Савићевић; на сърбохърватски: Dejan Savićević, роден на 15 септември 1966 г., Титоград, Черна Гора, Югославия) е бивш югославски футболист-национал и треньор по футбол. Легенда на Цървена Звезда и Милан. Към настоящия момент е президент на Футболната Федерация на Черна Гора.

## Клубна кариера
Роден в семейството на Владимир Савичевич и Воислава Джурович, малкия Деян от малък започва да тренира футбол в местните школи. На 15 години Савичевич започва да се състезава в юношеските формации на ОФК Титоград. Професионалната си кариера започва в отбора на Будучност, който се състезава в елитната дивизя на Югославия. Дебютът му за националния отбор е през 1986 г. срещу Турция.

### Цървена Звезда
След добрите си изяви за отборите на ОФК Титоград и Будучност, по-големите югославски отбори започват да се борят за подписа му през лятото на 1988 г. В крайна сметка Деян Савичевич преминава в редиците на Цървена Звезда, но не играе и една минута през сезон 1988/1989, защото отбива военната си служба и от арчмията го пускат само във важни мачове. Такъв е и случая с мачовете на Цървена Звезда с Милан за КЕШ. В първия двубой на Сан Сиро, мачът завършва 1:1 с безценен гол на Драган Стойкович (и изравнителен гол на Вирдис). Вторият двубой в Белград се играе пред 97 000 зрители и започва със слаба мъгла, която по-късно се превръща в непрогледна. Малко след като Цървена Звезда повежда с 1:0, е изгонен Вирдис от гостите. Заради гъстата мъгла на Мала Маракана двубоят е прекратен и се преиграва на другия ден, започвайки от 0:0. Милан имат осезаемо превъзходство, но звездашите се защитават успешно. В крайна сметка реваншът завършва 1:1 (с изравнителен гол на Савичевич) и след продължения се стига до дузпи, които Цървена Звезда губи с 2:4, като Савичевич и Митар Мъркела изпускат своите наказателни удари.

Деян Савичевич помага на отбора си да спечели последователно три пъти шампионата на Сърбия през 1990, 1991 и 1992, както и две национални купи през 1990 и 1992, КЕШ през 1991 г. и Интерконтиненталната купа през 1991 г.

През 1991 г. заради успеха на Цървена Звезда в Европа Деян Савичевич е номиниран за футболист Номер 1 на Европа и завършва на второ място. Призът тогава е взет от Жан-Пиер Папен.

### Милан
Добрият контрол върху топката и погледа върху играта на Деян Савичевич привлича интереса на италианския Милан и през сезон 1992 – 1993 преминава в редиците на „росонерите“. Заради отказа на Марко ван Бастен да продължи с футбола на Деян Савичевич се открива прекрасна възможност да покаже какво може по левия фланг на атаката и се харесва на публиката на Милан. След първия си сезон в Милан записва 10 мача и вкарва 4 гола. Помага на отбора да спечели 3 пъти Серия А, веднъж КЕШ и Суперкупата на Европа. На финала на Шампионската лига през 1994 г. срещу Барселона асистира за двата гола на Масаро и сам бележи гол почти от тъчлинията срещу Субисарета. Силвио Берлускони го нарича „Il Genio“ („Геният“), заради техниката и борбеността му. В последните си години в Милан формата му върви на приливи и отливи и е остро критикуван от италианската преса. След края на сезон 1997/98 договорът му не е подновен и Савичевич остава свободен агент.
В периода между Юни `98 – януари 99 е без отбор. През пролетта на 1999 г. играе за Цървена Звезда, а от 1999 до 2001 играе за Рапид (Виена), където завършва и кариерата си.

## Треньорска кариера
Веднага след като се отказва от футбола като играч Савичевич поема националния отбор на Сърбия и го води за две години. След неуспешния опит на Сърбия да се класира на Мондиал 2002 и недобрите игри. Савичевич напуска поста през 2003 г.

## Любопитно
Савичевич е част от поколението на Югославия, което през 1987 г. печели Младежкото световно първенство в Чили. Тогавашния югославски отбор е съставен главно от звезди от хърватската и сръбската школа – Давор Шукер, Роберт Просинечки, Синиша Михайлович и др. След разпадането на Югославия едната половина от това поколение се състезава за Хърватия, а другата за Сърбия. За ЕВРО 2000 в предварителните групи двата отбора се падат в една група и тези футболисти играли някога заедно, трябва да се изправят едни срещу други. Точно преди единия мач в Загреб, Деян Савичевич е интервюиран пред хотела на отбора му от журналист, който му задава въпроси относно играчите в двата отбора. Докато тече интервюто човек минаващ покрай Савичевич го нарича „г*вно“ Савичевич му отговаря с ред псувни записани по националната телевизия.